# Abrincatui

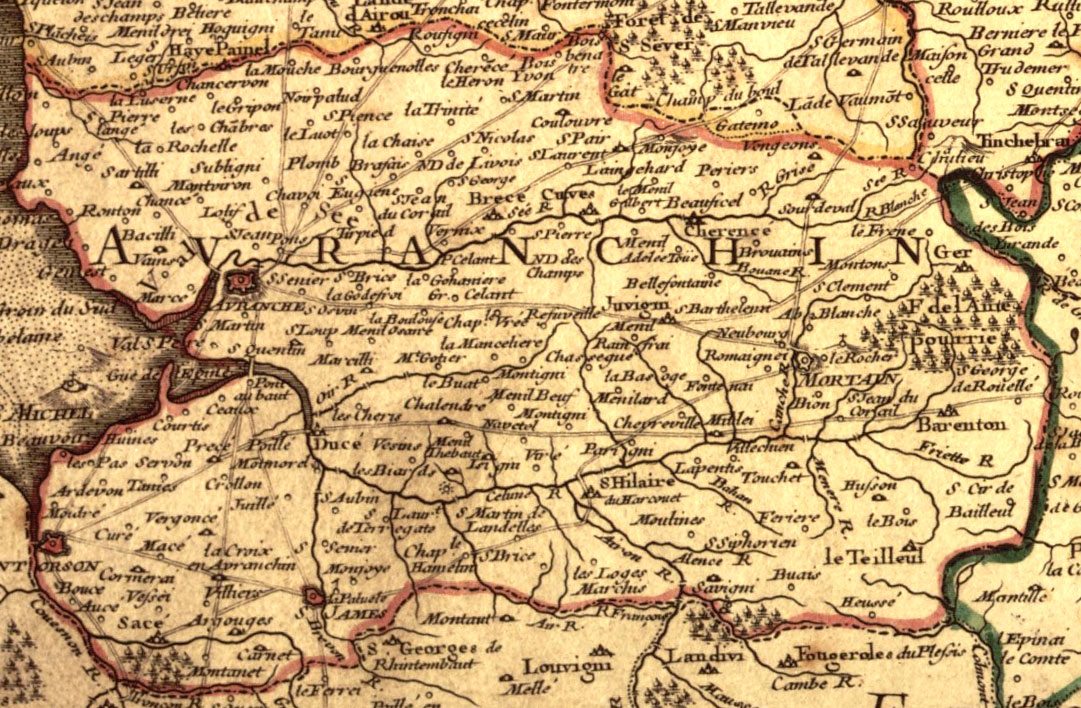
Karte von Avranchin, 1716. Das Avranchin entspricht wohl in etwa dem Gebiet der Abrincatui.

Die Abrincatui waren ein gallischer Stamm, nicht von Gaius Iulius Caesar erwähnt, dessen Grenze in der Nähe der Curiosoliten war. Die dem Stamm gehörende Stadt Ingena, in der Notitia dignitatum Abrincatae genannt, hat ihren Namen der Stadt Avranches weitergegeben. Das Territorium des Stammes entspricht vermutlich dem Gebiet des heutigen Avranchin.